# 京都殺人案内の登場人物
京都殺人案内の登場人物（きょうとさつじんあんないのとうじょうじんぶつ）は、テレビ朝日系「土曜ワイド劇場」でシリーズ化された『京都殺人案内』に登場する主な架空の人物について解説する。

## 京都府警察本部
狩矢荘助
演 - 藤田まこと（第1作）
京都府警捜査一課 係長。階級は警部。
音川音次郎
演 - 藤田まこと（第2作 - 第32作）
京都府警捜査一課 係長。階級は警部補 → 警部。
叩き上げの刑事。秋山課長からは「音やん」と呼ばれる。外出時に必ず折りたたみ傘を持ち歩くのが特徴。その理由は、妻・ふみが彼の傘を届けに行く途中、周山街道・福王子でトラックにはねられ、事故死してしまったためである（この事を秋山が米倉に語るシーンが第13作に存在する）。なお妻をはねたトラックの運転手は後に音川が追っていた別の事件の犯人・中村米吉であったため、無事逮捕することができた（第4作）。京福電気鉄道（嵐電）沿いに住んでおり、宇多野駅が最寄駅の設定である。
秋山虎五郎（1985年3月23日放送、シリーズ第10話『からたちの花は死んだよ』では、 "秋山啓介" とある）
演 - 遠藤太津朗（第2作 - 第32作）
京都府警捜査一課長。階級は警部 → 警視。
血圧と胃の薬が手放せない。音川を扱いにくいと見ているような素振りもあるが、実は一番信頼する部下と見ている。部下を必死にかばう部分を見せることもある。
第10作では亀岡警察署次長に転任するも、新課長の不祥事によりラストで復帰する。
第24・第25作は管理課長として登場。
草森慎太郎
演 - 太川陽介（第14作）、伊原剛志（第15作）、草見潤平（第16作 - 第18作）、松田朗（第19作 - 第22作）、赤羽秀之（第23作）、木下ほうか（第24作 - 第32作、草森雄介）
捜査一課の刑事。神奈川県警から転属してきた。
小杉
演 - 高品正広（第2作 - 第5作・第7作・第8作）、西園寺章雄（第6作）、堀内正美（第9作）、小松千春（第10作）、中嶋俊一（第11作・第16作）、南条好輝（第12作）、松樹直也（第13作）、武井三二（第14作）、鈴木淳（第15作）、山口仁（第17作）、渡辺成紀（第18作）、朝日完記（第19作 - 第23作）、丸岡奨詞（第24作 - 第32作）
捜査一課の刑事。
山田
演 - 若林哲行（第3作 - 第6作）、内田タクマ（第7作）、遠藤征慈（第8作）、美鷹健児（第9作・第10作）、重田尚彦（第11作）、河野実（第12作・第17作）、武井三二（第13作）、平岡秀幸（第14作）、松尾勝人（第15作）、細川智（第16作・第19作 - 第21作・第24作）、朝日完記（第18作）、大橋壮多（第22作）、多賀勝一（第23作）、山本優（第25作 - 第32作）
捜査一課の刑事。
土井
演 - 筑波健（第3作）、河野実（第4作・第6作・第13作）、坂口徹郎（第7作）、江原正士（第8作）、野上哲夫（第9作）、森卓三（第10作）、西園寺章雄（第11作）、細川智（第12作・第17作）、河野実（第13作）、布目真爾（第14作）、浅田裕二（第15作）、鈴木淳（第16作・第18作・第19作）、荻原郁三（第20作）、武井三二（第21作・第22作）、荒木優騎（第23作）、池田勝志（第24作 - 第32作）
捜査一課の刑事。
米倉
演 - 鈴木淳（第3作）、唐沢民賢（第4作）、田中弘史（第6作）
階級は警部。
米倉
演 - 下元年世（第8作）、片岡五郎（第9作）、鈴木淳（第10作）、野上哲矢（第11作）、伊庭剛（第12作）、芝本正（第13作）、荻原郁三（第14作）
捜査一課の刑事。
渋井
演 - ひろみどり（第25作 - 第32作）
管理主任。
中島
演 - 福本清三（第25作・第27作）
捜査四課長。階級は警視。
真中光雄
演 - 猪野学（第27作 - 第29作）
捜査一課の刑事。
交番勤務から盗犯の検挙率ナンバー1の実績を引っさげ、刑事に抜擢された。一方では、両親を幼い頃に交通事故で亡くし、親戚中をたらい回しにされる中、奨学金で国立大を卒業した苦労人でもある。亡き父は田舎で駐在勤務の警官だった。着任当初は暴走気味だったが、理由は交番勤務時代の同僚警官のミスを最小限に食い止めたかったからである。
菊池
演 - 佐藤銀平（第31作・第32作）
捜査一課の刑事。
洋子に一目惚れした（初恋も年上だった）。出張土産を購入しては洋子のために届けるようになる。生モノ・匂いのキツイ食材は受け付けない。

## 警察関係者の親族
音川洋子
演 - 初代・小林かおり（第2作 - 第5作）、二代・荒木由美子（第6作）、三代・萬田久子（第8作 - 第32作）
音川の娘。勤務先は旅行会社やレンタルビデオ店の店長（第22作）など。
第18作にて只野誠と結婚している。第19作、第20作は只野洋子。第21作より離婚したので再び音川洋子。
音川ふみ
演 - 山口朱美（第4作）
音川音次郎の妻で洋子の母。15年前死亡。
秋山君江
演 - 山口京子（第18作・第21作・第24作・第30作）、川崎あかね（第20作）
秋山虎五郎の妻。秋山と君江で音川洋子と只野誠の結婚式の仲人を務める（第18作）。

## その他
菊子
演 - 鮎川いずみ（第4作 - 第12作）
グリル喫茶「がんこ」のママや、おでん屋の女将。
早苗
演 - 麻丘めぐみ（第19作・第20作）
小料理屋「さなえ」の女将。
森口早苗
演 - 平淑恵（第25作 - 第32作）
おばんざい屋「森口」の女将。秋山の行きつけの店で音川を早苗と見合いさせるつもりで連れてきた。
森口和彦
演 - 西尾塁（第25作・第28作）
森口早苗の息子。高校2年生（第25作）。
第28作では名前が「康介」になっている。
森口若菜
演 - 山内明日（第25作）、田中美鈴（第28作）
森口早苗の娘。中学1年生（第25作）。
第28作では名前が「実香」になっている。

## ゲスト
第1作 - 第10作 / 第11作 - 第20作 / 第21作 - 第32作

### 第1作 - 第10作（1979年 - 1985年）
第1作「花の棺」（1979年）
- 西川和彦（西川の長男・商業デザイナー） - 沖雅也
- 九条麗子（「京流」） - いしだあゆみ
- キャサリン・ターナー（米国副大統領の娘） - シェリー
- 東郷流風（華道「東流」家元） - 内田朝雄
- 小川麻衣子（「東流」） - 二宮さよ子
- 森川（捜査一課長） - 藤岡重慶
- 西川鳳（華道「京流」家元） - 西山辰夫
- 松井（「東流」理事長） - 青木義朗
- 小川恵子（麻衣子の妹） - 早川絵美
- 刑事部長 - 伊沢一郎
- 木村（理事） - 奥村公延
- 中沢（新聞記者） - 椎谷建治
- 三和（「京流」理事長） - 朝永桐子
- 女性警察官 - 多田千香

第2作「呪われた婚約」（1980年）
- 加藤治子、真行寺君枝、岡田可愛、おりも政夫、織田あきら

第3作「嫁ぎ先の謎」（1980年）
- 山藤康夫（あやの息子） - にしきのあきら
- スーザン・メイヤー（アメリカ人） - レスリー・ジョンソン
- フロント係 - 西園寺章雄
- 水野（京都府警捜査一課 刑事） - 美鷹健児
- エリック織田（京都生まれのアメリカ人） - 殿山泰司
- 島村孝吉 - 戸浦六宏
- 道代 - 沢芝藍子
- 事務員 - 浜野啓子
- ストリップ小屋の主人 - 大矢経典
- 時枝 - 道井恵美子
- 中年の客 - 邦保
- ホステス - 神東利衣
- 佐山次郎（観光ガイド） - 中条きよし
- 山藤あや（老舗呉服問屋「山藤」社長） - 宝生あやこ

第4作「亡き妻に捧げる犯人」（1981年）
- 桑田良助 - 入川保則
- 水島淳（数井水産 アルバイト・和香子の恋人） - 山本紀彦
- 片桐葉子 - 藤宏子
- 水島清美（淳の姉） - 志乃原良子
- 柳田和香子（数井水産 元社員） - 森愛
- 佐山（広島県警察 刑事） - 高峰圭二
- 島村（広島県警察 刑事） - 野上哲也
- 古道具屋 - 日高久
- 芳春堂 - 北見唯一
- 警視 - 千葉保
- バーのママ - 三浦徳子
- 山村義男 - 石沢健
- 橋本孝治 - 田中弘史
- 佐藤（運転手） - 玉生司朗
- ホテルフロント係 - 浜田雄史
- ミキ（バーのママ） - 松谷令子
- 木下佐代 - 中塚和代
- 数井水産 社員 - 美鷹健児、平井靖、梶山雅一
- アパート管理人 - 服部明美
- 水島直治 - 伊波一夫
- 中村米吉（数井水産 社長・「数井浩三」名義でクレジット） - 三國連太郎

第5作「母恋桜が散った」（1981年）
- 井上とせ - 南風洋子
- 安岡キヨシ（京都府警捜査一課 刑事） - 本田博太郎
- 山脇清之進 - 下元勉
- 中岡瀬平 - 北村英三
- 上杉（京都府警察 警部） - 田中博
- 板垣茂雄 - 北見唯一
- お龍 - 石井苗子
- ニュースショーの司会者 - 玉井孝
- レポーター - 山本清久
- 後藤伊之助 - 芝本正
- 武市静江 - 池田幸路
- 山脇文乃 - 土佐林道子
- 大町ふみ - 小笠原町子
- 婦長 - 小林泉
- 佐那子 - 榊原久美子
- 乾（刑事） - 宮川珠季
- 仲居 - 鳴尾よね子
- 助手 - はりた照久
- 警察官 - 平井靖、美鷹健児、東悦次、伊波一夫
- 北見一郎 - 加茂雅幹
- 看護師 - 戸崎ひとみ
- 学生 - 草木広之
- 茶店の主人 - 山崎幸蔵
- フェリーの事務長 - 田中隆雄

第6作「男女の水死体はどこから来たか!?」（1982年）
- 小山みどり（小山の妻・ホステス） - 松村康世
- 邦弘 - 川上恭尚
- さと - 大橋英子
- 横山仙三（みどりの客・前科者） - 原哲男
- 菜穂 - 絵沢萌子
- 江口（北海道警察 刑事） - 村井洋
- 小島 - 日高久
- 松尾冴子 - 三浦徳子
- 静江 - 藤洋子
- 小山一郎（小山の息子） - 加藤正記
- 小山紀夫（ピンサロのボーイ） - 泉祐介
- 石田（運転手） - 田中義章
- 稲村（刑事） - 宮川珠季
- 佐藤（刑事） - 真田実
- 刑事 - 福沢千比呂
- 昼サロ支配人 - 柳原久仁夫
- 呉服屋 - 伊波一夫
- 谷村（運転手） - 扇田喜久一
- 受付の女 - 堀恵子
- 松尾孝次（セントラル物産 社長） - 根上淳

第7作「麻薬にけがされた修学旅行女子高生」（1983年）
- 篠沢由美（鹿児島市立寺山中学校 元生徒・自殺） - 岩田典子
- 小山久美（静岡第三商業高等学校 2年生・鹿児島市立寺山中学校出身） - 笠間一寿美
- 今村京子（秋田の高校2年生・鹿児島市立寺山中学校出身） - 上杉あつこ
- 上原かね（篠沢家の親戚） - 河東けい
- 喫茶店のママ - 坂本和子
- サラリーマン - 浜田雄史
- 静岡の高校教頭 - 北村光生
- 住職 - 伊東亮英
- 花屋の女 - 早見栄子
- アナウンサー - 表淳夫
- 沢田義一（静岡第三商業高等学校 教師） - はりた照久
- 加藤雄二（京子の高校の担任） - 宍戸大全
- 村井伸吉 - 岡本隆成
- 野村しげる（暴走族） - 竹内健一
- 受付の女 - 河野富子
- 菓子屋 - 高木峯子
- 仲居 - 倉谷礼子
- 社務所の男 - 松尾勝人
- フロント係 - 畑志津子
- 清水孝雄 - 笠野剛
- 高木敏江 - 鍛冶和美
- 下園絵理（京子の高校の友人） - 松本恭蘭
- 警部 - 税所康光
- 警官 - 南郷隼人
- 老婆 - 蓑田理子
- 草森伸太郎（教授・菊子の元恋人） - 宝田明

第8作「刑事の娘を襲った悪徳サラ金」（1983年）
- 瀬川昌代（ビルの掃除婦） - 丹阿弥谷津子
- 新倉光子（新倉の妻・バーのママ） - 北川めぐみ
- 森山保男（ビルの管理人） - 奥村公延
- 新倉武夫（経営コンサルタント） - 日高久
- 杉原栄司（サラ金会社社長） - 邦保
- 吉岡とめ - 河東けい
- 瀬川静枝 - 宮田圭子
- 瀬川大輔 - 阿南忠幸
- 神山哲二 - 筑波健
- 内海圭子 - 尾崎弥枝
- 斉藤ゆり子 - 冨士原睦
- 立木浩 - 米村嘉洋
- 浅野美樹 - 牧野恵美
- 瀬川繁 - 美鷹健児
- 牧野精二 - 加藤正記

第9作「歌謡界の裏を暴け」（1984年）
- 田所（石川県警察 刑事） - 堺左千夫
- 岬はるみ（としの娘・演歌歌手） - 藤田絵美子
- 下村正（クラブ「黒猫」常連客・印刷屋勤務） - 西園寺章雄
- 清美（クラブ「黒猫」ホステス） - 沢亜樹
- 文代 - 井上れい子
- 文 - 森本淳子
- 小宮山辰雄（クラブ「黒猫」常連客・無職） - 大前田清仁
- 清水節子（クラブ「黒猫」常連客） - 坂上加図子
- 古老 - 森秀人
- 小宮山のマンション管理人 - 遠山二郎
- 下村のアパート管理人 - 沖ときお
- トルコ嬢 - 淡城みゆき
- 「銀水閣」フロント係 - 荻原広行
- 漁船員 - 伊波一夫、伊藤克美
- 一郎（近所の子供） - 川上恭尚
- 菊田かおる - 伊藤まゆみ
- 司会者 - はりた照久
- タクシー運転手 - 平井靖
- 「ホテルリッチ」フロント係 - 加藤正記、増田智子
- 警察官 - 東田達夫
- 若い客 - 福山龍次、日向はじめ
- 「銀水閣」仲居 - 藤原弘美
- バスガイド - 畑志津子
- 北原とし（はるみのマネージャー） - 二宮さよ子
- 能島恭平（作曲家） - 土屋嘉男

第10作「からたちの花は死んだよ」（1985年）
- 富坂四郎（京都府警捜査一課長・警部） - 谷隼人
- 野中とも子（野中の娘） - 野口一美
- 木村近子（弁当屋経営） - 阿井美千子
- 黒津良風（民芸品店「ろっきゅう」主人） - 村田正雄
- 小島敏夫（スーパー「TONKA JOHN」経営者） - 堺左千夫
- 高野静枝（貴金属店「ごんしゃん」経営者） - 桃山みつる
- 野中吾一（喫茶店「六騎」経営者） - 新橋伸介
- 横沢みどり（立川の恋人） - 沢亜紀
- 立川正太（チンピラ） - 浅田祐二
- 大門 - 市川男女之助
- 吉野（係官） - 筑波健
- ポルシェのママ - 宮本毬子
- 店長 - 松尾勝人
- 職員 - 加藤正記、辻喬二郎
- 広報担当官 - 平井靖
- 仲居 - 藤原ひろみ
- 女子職員 - 出口佳代
- 座長の娘 - 清藤美香
- 警察官 - 東田達夫
- レジ係 - 岡田雅江

### 第11作 - 第20作（1985年 - 1994年）
第11作「美人社長誘拐さる！」（1985年）
- 織笠孝子（君枝の姉・織笠商事 社長） - 工藤明子
- 織笠東吾（孝子の夫・織笠商事 専務） - 山本紀彦
- 富田桂子（アパレルメーカー「モード織笠」社長秘書） - 人見ゆかり
- 竹野昌一（モード織笠 専務） - 江並隆
- 火元（記者） - 火野正平
- 船村（流星会 組員） - 田畑猛雄
- 里見（教授） - 須永克彦
- 藤沢（石川県警察本部 係長） - 芝本正
- 医師 - 楠年明
- 島村（モード織笠 営業部長） - 田中弘史
- 支店長 - 加治春雄
- 川瀬 - はりた照久
- かおる - 早見栄子
- レポーター - 伊庭剛、加藤正記、東田達夫
- 中田 - 利倉亮
- 先生 - 藤原ひろみ
- タカシ（音川家の隣人の子供） - 川上恭尚
- 子供 - 花岡みどり、一岡さくら
- アナウンサー - 新城邦彦
- 織笠君枝（モード織笠 社長） - 金沢碧

第12作「撮影所の女をさぐれ！」（1986年）
- 瀬川真紀（絹代の娘） - 渡辺祐子
- 草森伸一（真紀の恋人） - 新田純一
- 牛島直也（理髪店店主） - 芝本正
- 所克己（荒物店店主） - 当銀長太郎
- 荒沢鉄夫（スナック「海猫」経営者） - 西園寺章雄
- 石刈良次（スナック「海猫」バーテン） - MAKOTO（北野誠）
- 所雅枝 - 山口朱美
- 牛島君子 - 小野朝美
- 徳山（京都府警察 刑事） - 平井靖
- 鈴木 - 鈴木政喜
- 映画同好会学生 - 土居哲夫、松崎えりか、湯口和明
- 女将 - 藤原ひろみ
- 源吉 - 伊波一夫
- 高坂 - 佐々山洋一
- 大学職員 - 利倉亮
- 警察官 - 東田達夫
- アナウンサー - 工藤恭造
- アベック - 加藤正記、岡田雅江
- 瀬川絹代（お好み焼屋「旅立ち」経営者） - 中原ひとみ

第13作「現代忠臣蔵事件」（1987年）
- 上条広美（上条の娘） - 藤吉久美子
- 北島勇三（赤穂寿司の板前） - 月亭可朝
- 富山勝子 - 吉本真由美
- 高宮敏男（不動産鑑定士） - 当銀長太郎
- 浅野浩二（無職） - 下元年世
- 真弓 - 桂川京子
- 森下和子（浅野の元愛人） - 山口真代
- 里村雪絵 - 吉田哲子
- 赤垣源三（板金工） - 山本弘
- 堀部安平（会社社長） - 須永克彦
- 富山辰夫 - 阪本富哉
- 柏原（警視庁刑事） - 石黒大喜
- 志村亮吉 - 荻原郁三
- 上条静江（上条の妻・故人） - 桃山みつる
- 管理人 - 伊波一夫
- 鑑識官 - 松尾勝人
- 記者 - 柴田章喜、井本寛一
- アナウンサー - 片山光男
- 運転手 - 町田幸夫
- 巡査 - 成枝三郎
- 刑事 - 加藤正記
- 穴吹哲也（穴吹商事 社長・静江の弟） - 小坂一也
- 上条慎一郎（喫茶店「上条」経営者） - 内藤武敏

第14作「音次郎、女を張り込む」（1988年）
- 前川ひろみ（音川洋子の友人） - 山本理沙
- 戸部信吉（山倉の舎弟） - 西田真吾
- 山倉勝次（暴力団「野々上組」構成員） - 室田日出男
- 室井孝子 - 宮本毬子
- 葛西（静江の知り合い） - 下元年世
- 君子 - 安岡真智子
- 染子 - 吉田哲子
- 宝石店主 - 新城邦彦
- 宝石店員 - 長嶋小津重
- 看護師 - 伊藤雅江
- 売人 - 鈴木政喜
- トラック運転手 - 小舟秋夫
- 旅館の番頭 - 松尾勝人
- 町医者 - 伊波一夫
- 警察官 - 東田達夫
- タクシー運転手 - 平井靖
- ウェイトレス - 尾崎みか
- 田村静江（山倉の愛人） - 長山藍子

第15作「音川、完全犯罪に挑む！」（1989年）
- 川瀬文江（亮介の妻・子供時代に典子と同じ養護施設で姉妹のように育つ） - 白都真理（子供時代：坂内千帆）
- 衣笠俊一（まんじゅう屋「きぬがさ」主人） - 水澤心吾
- 片山哲夫（古美術店「ガンダーラ」従業員） - 松本竜介
- 川瀬亮介（高級料亭「川瀬」経営者） - 南條豊
- 遠山信吉 - 砂川真吾
- 清水晶 - 芝本正
- 川瀬正次（亮介の腹違いの兄・古美術店「ガンダーラ」社長） - 大出俊
- 千代 - 鮎川十糸子
- 養護施設員 - 河東けい
- 住職 - 北見唯一
- 鑑識技官 - 門田裕
- 工事作業員 - 妹尾友信
- 運送作業員 - 加藤正記、東田達夫
- 医師 - 朝日完記
- 警察官 - 平井靖
- 救急隊員 - 前川力蔵
- 衣笠典子（まんじゅう屋「きぬがさ」女将・衣笠の妻） - 沢田亜矢子（子供時代：瀬戸口真由）

第16作「復讐の逆転法廷」（1990年）
- 野村涼子（野村の娘） - 森口瑤子
- 沢木（滋賀県警察 警部補） - 石山律雄
- 滝川慎一（涼子の婚約者） - 武井三二
- 立花ひとみ - 小川しず穂
- 谷口（検事） - 田中弘史
- 滋賀県警察 本部長 - 浜田雄史
- 裁判長 - 国田栄弥
- 裁判長（回想） - 田中義章
- 遠山竜次（ローリング族のリーダー） - 河本忠夫
- 村井靖（ローリング族のメンバー） - 滝野貴之
- 岸田純一（ローリング族のメンバー） - 西村正樹
- おでん屋 女将 - 宮田圭子
- 高級料亭「梅むら」女将 - 藤山喜子
- スナックのママ - 吉田哲子
- 工員 - 安尾正人
- 織井健一（紀和の息子・故人） - 古田安幸
- 住職 - 大島三平
- 良江 - 成瀬文子
- 戸籍係 - 石塚祥聖
- ウェイトレス - 小松恵子
- 典子（紀和の姉・高級料亭「梅むら」元仲居・23年前死亡） - 門脇礼子（中学生：杉田かをる）
- ローリング族 - 蝦名優、池田勝志
- マスコミ - 大迫英喜
- 野村景介（弁護士） - 高松英郎
- 織井紀和（ブティック経営者） - 酒井和歌子（小学生：横川ゆか / 高校生：安田奈央）

第17作「美人画商の黒いワナ」（1991年）
- 鶴見志津（画廊「ギャラリー志津」オーナー） - 三浦真弓
- 生田あずさ（宮川の婚約者） - 松岡由美
- 宮川四郎（景山の内弟子） - 菊池孝典
- のぶ - 中條郷子
- 生田とき代（あずさの母） - 香月京子
- 喜美代 - 井上ユカリ
- 岡野紀一郎 - 朝日完記
- 画廊主人 - 山口幸生
- あや乃（祇園の舞妓） - 山本香織
- 文江 - 鳴尾よね子
- 呉服屋 - 岡村嘉隆
- 事務員 - 藤原ひろみ
- 医師 - 中西宣夫
- 係官 - 松尾勝人
- 鑑識 - 平井靖
- 記者 - 高橋弘志
- 村松 - 明石恵子
- 店員 - 加藤正記
- 漁師 - 前田清仁
- 景山春岳（日本画家） - 柳生博

第18作「20時18分の死神!? 花嫁の父 音川 美貌の未亡人と対決！」（1992年）
- 只野誠（音川洋子の婚約者・医師浪人） - 和泉修
- 鈴木広明（鈴木の弟） - 潮哲也
- 鈴木道生（アルファ事務機 営業係長） - 高峰圭二
- 只野美代 - 島村晶子
- 香織 - 夏野陽子
- 清水（洛北大学法医学部 教授） - 楠年明
- 高倉孝太郎 - 芝本正
- 鈴木那美江（鈴木の内縁の妻） - 宮下順子
- 津村桂介（洛北大学法医学部 教授） - 三浦浩一

第19作「みちのく泣き地蔵の秘密 雨ニモマケズ 風ニモマケズ…」（1993年）
- 板倉亮次（盛岡東警察署 刑事） - 谷村昌彦
- 若杉静江（若杉の妻） - ひろみどり
- 立河政弘（スナック「ジョバンニ」経営者） - 井上高志
- 若杉明菜（若杉と静江の娘） - 山口裕子
- 野島茂吉（早苗の小料理屋の常連客・偽名「中川」） - 織本順吉
- 若杉隆之（小説家・スナック「ジョバンニ」常連客） - 黒沢年雄

第20作「雪降る北の港町 小樽の海に泣く女「なぜ結婚しないの」」（1994年）
- 影山洋介（悟の息子・小学校教師） - 杉本哲太
- 富田芳枝（洋介の同僚で婚約者） - 眞継玉青
- 内村かね（妙子の叔母） - 工藤明子
- 石川さみず（田代の愛人） - 斎藤絵里
- 内村妙子（悟の恋人・元ホステス） - 南條玲子
- 田代孝次 - 石倉英彦
- 里村（北海道警察 刑事） - 原哲男
- セツコ（音川音次郎の小学校の同級生） - 小林泉
- 影山悟（音川音次郎の小学校の同級生） - 佐藤慶

### 第21作 - 第32作（1995年 - 2010年）
第21作「みちのく母恋吹雪 盗撮された美女と羽黒山・国宝五重塔の謎」（1995年）
- 三枝優子（カメラマン） - 七瀬なつみ
- 野島健太（野島病院 副院長） - 並樹史朗
- 野島香苗（野島の妻） - ひろみどり
- 小泉民吉（鶴岡警察署 刑事） - 佐藤輝
- 滝田五郎（フリーカメラマン） - 山内としお
- 朱美（風俗店勤務） - 吉野綾
- 片瀬冴子（優子のアシスタント） - 大久保奈子
- 富田芳枝 - 藤原ひろみ
- いさ（村越の母） - 小畠絹子
- 富田秀明（村越の親戚） - 河原崎建三
- 村越正次（風俗店店長・前科者） - 火野正平

第22作「高千穂から消えた美女と夜神楽の謎 阿蘇中岳火口のカメラは見た！」（1996年）
- 米山孝吉（熊本県警察 刑事・元京都府警捜査四課） - 原哲男
- 島野康夫（富田不動産 社員） - 高峰圭二
- 今泉涼子（音川洋子の後輩） - 浅倉涼子
- 小松早苗（室津の秘書） - 樋口しげり
- 富田悟（富田不動産 社長） - 柳原久仁夫
- 畑山一郎（室津の顧問弁護士） - 南條豊
- 野中かおり（音川洋子が店長をしているレンタルビデオ店の店員） - 宮本温子
- 湯村節子（クラブ「ほしゃどん」ママ・高千穂出身） - 酒井和歌子
- 天岩戸神社の神主 - 松尾勝人
- 富田幸雄（富田の弟） - 伊庭剛（※ノンクレジット）
- 室津秀介（友禅作家） - 近藤正臣

第23作「みちのく津軽 こぎん刺しの女 五所川原ネプタと花嫁の秘密」（2000年）
- 岩崎四郎（医師・とし子の恋人） - 速水けんたろう
- 真山とし子（音川家の下宿人） - 竹本聡子
- 矢島茂（土木作業員） - 丸岡奨詞
- 田中右近（石津の師匠・洋食屋の主人） - 芦屋小雁
- 高木義之（土木作業員） - 木元としひろ
- 三沢るみ（風俗嬢） - 本丸仁美
- 真山芳枝（とし子の母） - 萩尾みどり
- 岩崎君子（四郎の母） - 木村久子
- 花村孝吉（五所川原警察署 刑事） - 谷村昌彦
- 石津左近（フレンチレストラン「mugen」オーナーシェフ・本名「真山次男」） - 村野武範

第24作「松江・宍道湖 夕陽に消えた殺人者！音川刑事が歩く宿命の旅路」（2001年）
- 立花仁美（千恵子の娘・ヴァイオリン奏者） - 小杉まりさ
- 鈴木（京都府警捜査一課長・警視） - 伊藤俊人
- 大神章（雑誌社「エコノミープレス社」記者） - 谷口高史
- 松本時子 - 朝比奈潔子
- 料亭「たちばな」仲居 - ひろみどり
- 原口裕司 - 大石昭弘
- 立花千恵子（料亭「たちばな」女将） - 大谷直子
- 島根県警察 課長 - 西園寺章雄
- 新田（島根県警察 刑事） - 山内としお
- 望月 - 笑福亭松之助
- 中里順平（船頭・元新聞記者） - 奥村公延
- 野沢アキ（安来節の名人） - 渡辺美佐子

第25作「根室・納沙布、慟哭の海！北限に響くハーモニカ」（2002年）
- 鎌田織江（浩平の母・一郎の妻・釧路に住んでた時に働いてた缶詰工場で盗難事件があり何日も事情聴取された） - 宇津宮雅代
- 稲葉（京都府警捜査一課長・キャリア組） - 鈴木史朗
- 江本晴美（ファッションサロン「ベッピン」経営者） - 小松みゆき
- 福島達郎（ファッションサロン「ベッピン」事務員・本名「佐藤達郎」） - 立川貴博
- 鎌田浩平（ファッションサロン「ベッピン」店長・京南大学 学生） - 吉井基師
- 高村友子（浩平の恋人） - 廣瀬麻衣
- 岩本（暴力団組員） - 隈本晃俊
- 浩平のアパート管理人 - 野崎八重子
- 旅館「大野屋」女将 - 大山美栄子
- 漁師 - 岩本宏一
- 鈴木（京都府警捜査四課 刑事） - 入江毅
- 吉岡俊也（ファッションサロン「ベッピン」ボーイ） - 石倉英彦
- 井上伸子（大八食堂 女将） - あき竹城
- 鎌田一郎（浩平の父・漁師） - 夏八木勲

第26作「殺しを告げる女！16年目の償い」（2003年）
- 平山（葛西の秘書・葛西とは大学時代からの親友） - 大出俊
- 本間定雄（芙美子の親戚・宮島細工店 主人・圭子の死体の第一発見者） - 原哲男
- 本間輝子（定雄の妻） - 渚まゆみ
- 葛西由紀子（葛西の妻） - 田中綾子
- 葛西貴子（葛西と由紀子の娘） - 東風平千香
- 早川（新聞記者） - 谷口高史
- 葛西の選挙事務所の運動員 - 大迫英喜
- 葛西登（比例近畿ブロックの立候補者・元大学教授） - 寺田農
- 広瀬圭子（芙美子の実娘・16年前の1986年4月16日 剃刀で喉を切られて死亡・当時20歳） - 清水美里
- 広瀬隆平（芙美子の再婚相手・圭子の義理の父・8年前死亡） - 加藤正記
- 廿日市警察署 警察課長 - 下元年世
- レポーター - 山本はとみ
- 佐々木達郎（「安芸グランドホテル」警備員・廿日市警察署 元刑事） - 山田吾一
- 本間芙美子（本間理髪店 店主・圭子の死後に隆平と離婚） - 中野良子

第27作「望郷岡山県頭島 故郷の母に誓う報復の銃弾！」（2004年）
- 和田清（交番の巡査部長） - 緒形幹太
- 和田恭子（和田の妻） - 田中綾子
- 宮永（三条西警察署 署長） - 南条弘二
- 平野淳（岡山中央信用金庫本店 融資課 係長） - 井田國彦
- スナック「紫苑」ママ - 渚まゆみ
- 正田有紀（宏一の妹・スナック「紫苑」ホステス） - 田代純子
- 重松徹（暴力団員・安藤の兄貴分） - 谷口高史
- 安藤恒夫（暴力団員） - 入江毅
- 広瀬勲（広瀬不動産 経営者） - 平井靖
- 正田文男（町工場の元経営者・故人） - 亀井賢二
- 和田良平（和田と恭子の息子） - 奥西亮太
- 正田宏一（文男と房枝の息子・郵便局員） - 大柴邦彦
- 正田房枝（文男の妻） - 栗原小巻

第28作「涙そうそう沖縄 音川刑事の一番長い日！」（2005年）
- 藤尾佑子（藤尾の妻） - キムラ緑子
- 水上聖子（藤尾の愛人） - 松岡由美
- 玉城邦子（沖縄の住人） - 金城志穂子
- 竜崎誠也（京栄興産 社長） - 佐川満男
- 宮本栄一郎 - 芦屋小雁
- 山根康一（森口早苗の元夫） - 松澤一之
- 川島憲一（藤尾の顧問弁護士・元京都地検 検事） - 田中健

第29作「北陸能登金剛〜和倉温泉 赤い殺意の炎と美人秘書の秘密」（2006年）
- 赤沢敏明（石川県警能登東警察署 刑事） - 山口馬木也
- 蝋燭店女将 - 渚まゆみ
- 田辺清三（石川県警能登東警察署 警部） - 朝日完記
- 老人ホーム職員 - 上坂克洋
- 脇谷常雄（脇谷建設 社長） - 近藤正臣
- 藤沢善三（道夫の父・故人） - 松尾勝人
- 藤沢咲子 - 小林英莉子
- 藤沢道夫（故人） - 井上高志
- 榎木里美（道夫の妻） - 絵沢萠子
- 井元克彦（石川県の県会議員） - 中原丈雄
- 飯沼慶介（西南銀行 頭取） - 大出俊
- 藤沢初江（善三の妻） - 岩崎加根子
- 関谷修（石川県警能登東警察署 刑事） - 石倉三郎
- 朝倉奈津子（脇田の秘書） - 酒井美紀

第30作「第30回スペシャル 音川刑事 玄界灘を渡る！京都 有田・伊万里 韓国プサン 妻に捧げる1200キロの逃避行！想い出が消える前に！」（2007年）
- 野田玉泉堂（骨董屋） - 山本龍二
- 山吉友則（山吉の息子・ギャラリー「雄山」店主） - 森下じんせい
- 沢木徳郎（山吉の兄弟弟子） - 玄海竜二
- 熊谷英治（古美術商） - 芝本正
- 熊谷奈緒子（熊谷の妻） - 園英子
- 山吉辰雄（陶芸家） - 石橋蓮司
- ユ・チェジョン/柳在正（寧子の父・山吉と沢木の師匠） - 谷津勲
- ユン・ギョンファ（韓国のガイド） - キム・テイ
- 山吉寧子（山吉の妻） - 山本陽子

第31作「夢の祇園・花暦の殺意！だらりの帯が涙に濡れた 幻の舞妓16年目の恩讐の夜！」（2008年）
- 神谷怜子（クラブ「駒」ママ・岩松の愛人・置屋「与志川」元舞妓・舞妓時代の名前は「駒千代」） - 立原麻衣
- 宮原照代（踊りの師匠・置屋「与志川」元舞妓・怜子の同期） - 麻乃佳世
- 岸本由梨（クラブ「駒」チーママ） - 美栞了
- 綾瀬（置屋「綾瀬」女将） - 紅萬子
- 小雪（舞妓・与志川の養女） - 豊住恵里奈
- 与志川寿美（置屋「与志川」女将） - 波乃久里子
- 若竹（寿司屋） - 川崎あかね
- 岩松謙吾（岩松商事 社長・クラブ「駒」オーナー） - 三浦浩一
- 北島勇（花屋「北島」店主） - 榎木孝明

第32作「京友禅に染め込む殺意の紅！密会！貴船隠れ宿 鞍馬火祭りの夜に燃えた最後の恋」（2010年）
- 中野千明（工藤の秘書） - 井上和香
- 坪井正伸（京友禅作家） - 鷲生功
- 八木沢一栄（代議士・工藤の友人） - 浜田晃
- 坂田（京友禅作家） - 芦屋小雁
- 小林千代子（美和の高校時代の美術教師） - 岩本多代
- 三代澤（京都総合美術大学 職員） - 三代澤康司（ABCアナウンサー・本人役）
- 岸本（京都府警刑事部長） - 飯田基祐
- 児玉（京都府警捜査一課 管理官） - 谷口高史
- 倉田（倉田綜合警備保障 社長・30年前は京都府警公安） - 須永克彦
- 長谷川安雄（十日町きもの処「きもの絵巻館」専務） - 剣持直明
- 十日町警察署 署員 - 細川純一
- 加藤（八木沢の秘書） - 加藤正記
- モデル - 弓指麻由子
- 工藤弘輝（京友禅作家） - 清水綋治
- 工藤美和（工藤の妻・旧姓「尾形」・美術の先天的な才能があり高校時代はコンクールに何度も入賞） - 多岐川裕美（少女期：斉藤ひかり）